# The Chinese Bungalow (1926)
The Chinese Bungalow (Condenação do Destino (título em Portugal) ) é um filme de drama mudo britânico de 1926, dirigido por Sinclair Hill e estrelado por Matheson Lang, Genevieve Townsend e Juliette Compton. É baseado na peça homônima, que foi adaptado para mais dois filmes em 1930 e 1940.[carece de fontes?]

## Elenco
- Matheson Lang ... Yuan Sing
- Genevieve Townsend ... Charlotte
- Juliette Compton ... Sadie
- Shayle Gardner ... Richard Marquess
- George Thirlwell ... Harold Marquess
- Malcolm Tod ... Vivian Dale
- Clifford McLaglen ... Abdal